# Lillooet West (circonscription britanno-colombienne)
Pour les articles homonymes, voir Lillooet.
Circonscription électorale provinciale du Canada
Lillooet West est une ancienne circonscription provinciale de la Colombie-Britannique représentée à l'Assemblée législative de la Colombie-Britannique de 1894 à 1903.

## Géographie
La circonscription apparaît avec la division de la circonscription de Lillooet qui était représentée par 2 députés. Les autres circonscriptions issues de cette défusion sont Lillooet East et Lillooet West.

## Liste des députés
| Législature                                     | Années                                          | Député                                          | Député                                          | Parti                                           |
| Lillooet West Circonscription issue de Lillooet | Lillooet West Circonscription issue de Lillooet | Lillooet West Circonscription issue de Lillooet | Lillooet West Circonscription issue de Lillooet | Lillooet West Circonscription issue de Lillooet |
| ----------------------------------------------- | ----------------------------------------------- | ----------------------------------------------- | ----------------------------------------------- | ----------------------------------------------- |
| 7e                                              | 1894–1898                                       |                                                 | Alfred Wellington Smith                         | Gouvernement                                    |
| 8e                                              | 1898–1900                                       |                                                 | Alfred Wellington Smith                         | Gouvernement                                    |
| 9e                                              | 1900–1903                                       |                                                 | Alfred Wellington Smith                         | Gouvernement                                    |
| Circonscription abolie                          |                                                 |                                                 |                                                 |                                                 |